# لشکر ۴۵ پیاده (ایالات متحده آمریکا)
لشکر ۴۵ پیاده (انگلیسی: 45th Infantry Division) لشکر پیاده‌نظام نیروی زمینی ایالات متحده آمریکا و تحت امر گارد ملی ارتش اکلاهما است، که در سال ۱۹۲۳ تأسیس شد و در سال ۱۹۶۸ منحل گردید.
لشکر ۴۵ پیاده یک لشکر پیاده‌نظام ارتش ایالات متحده بود که بیشتر با گارد ملی ارتش اوکلاهما از سال ۱۹۲۰ تا ۱۹۶۸ مرتبط بود. این لشکر که در بیشتر تاریخ خود در شهر اوکلاهما، اوکلاهما مستقر بود، هم در جنگ جهانی دوم و هم در جنگ کره جنگید.
لشکر ۴۵ پیاده تا زمانی که به یکی از اولین واحدهای گارد ملی فعال شده در جنگ جهانی دوم در سال ۱۹۴۱ تبدیل شدند، هیچ اقدام مهمی انجام ندادند. آنها در طول حمله به سیسیل و حمله به سالرنو در لشکرکشی ایتالیا در سال ۱۹۴۳ در نبردهای شدیدی شرکت کردند. آنها به آرامی در ایتالیا پیشروی کردند و تا تصرف رم در آنزیو جنگیدند. پس از فرود در فرانسه در طول عملیات دراگون، به پیشروی ۱۹۴۵ به سمت آلمان که به جنگ در اروپا پایان داد، پیوستند.
پس از یک دوره غیرفعال شدن کوتاه و سازماندهی مجدد بعدی به عنوان واحدی محدود به اهالی اوکلاهما، این لشکر در سال ۱۹۵۱ برای جنگ کره به خدمت بازگشت. این لشکر در طول بن‌بست نیمه دوم جنگ، با نبردهای مداوم و سطح پایین و جنگ سنگر به سنگر علیه ارتش داوطلب خلق چین که دستاورد کمی برای هر دو طرف داشت، به نیروهای سازمان ملل متحد در خطوط مقدم پیوست. این لشکر تا پایان جنگ در نبردهایی مانند تپه اولد بالدی و تپه ایری در خطوط مقدم باقی ماند و در سال ۱۹۵۴ به ایالات متحده بازگشت.
این لشکر تا زمان کوچک شدنش در سال ۱۹۶۸، به عنوان یک تشکیلات گارد ملی باقی ماند. چندین واحد برای جایگزینی این لشکر و ادامه نسل آن فعال شدند. در طول تاریخ خود، لشکر ۴۵ پیاده نظام بیش از ۲۵۰۰۰ تلفات جنگی را متحمل شد و به افراد آن ده مدال افتخار، دوازده نشان افتخار کمپین، صلیب جنگ و تقدیرنامه واحد ریاست جمهوری جمهوری کره اعطا شد.